# Hack Reactor
Hack Reactor（ハック リアクター）は、2012年にAnthony Phillips、Shawn Drost、Marcus Phillips、およびDouglas Calhounによってサンフランシスコに設立されたソフトウェアエンジニアリングのコーディング・ブートキャンプ教育プログラムである。このコーディング・ブートキャンプは現在、12週間のフルタイムまたは9か月のパートタイムで提供されている。サンフランシスコ、ロサンゼルス、ニューヨーク、オースティンで現地参加またはオンラインでライブに受講することができる。
共同創業者のDrostは、このプログラムを「日々の仕事として、そして人生の仕事としてソフトウェアエンジニアになりたい人に最適」である述べている。このカリキュラムは、MEANスタック、ReactとBackboneを含むJavaScriptと関連技術に重点を置いている。
2015年にHack Reactorはオースティンに拠点を置くMakerSquareを「大きな打撃を与え、古い教育システムを学生の収入に重点を置くシステムに変える」ために、「コーディング・ブートキャンプのネットワークを発展させる計画の最初の取引」として買収した。翌月、Hack Reactor卒業生の一員は、「少数派にソフトウェアエンジニアリングを教えるため」にTelegraph Academyを開き、「多様なソフトウェアエンジニアのコミュニティの成長」を目指すため、同社と提携した。2016年11月、Hack ReactorはHack Reactorの名前を共有するため、すべての学校のブランドを変更した。
授業料の高さ（3か月で1万7,780ドル＝約210万円）、卒業後3か月以内の就職率99%、卒業生の高い初年度平均年収（10万5,000ドル＝約1300万円）、入学難易度の高さ（合格率3%）により「ブートキャンプ界のハーバード」として知られている。